# Археологічний відгомін «Анжелюса» Мілле
«Археологічний відгомін „Анжелюса“ Мілле» — картина  іспанського художника Сальвадора Далі, написана у 1935 році. Знаходиться в колекції Музею Сальвадора Далі в Сент-Пітерсберзі, штат Флорида, США.
Сальвадор Далі про створення цієї картини казав наступне:
|  | Це була миттєва імпровізація, до якої я віддався, прогулюючись мисом Креус. Я став робити ескіз того, як би вписалися персонажі «Анжелюс» Мілле у дві найвищі скелі. Їх розташування в просторі не змінювалося в порівнянні з картиною, навіть сітка тріщин-кракелюр зберігалася. А те, що багато деталей цих фігур виявилися зруйнованими ерозією, якраз і дозволило віднести їх походження до часів досить віддалених. |